# Добровольчі військові формування України (з 2014)

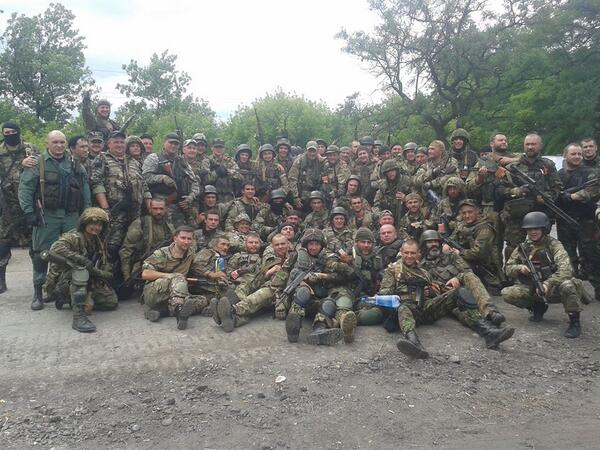
Бійці ДУК ПС, серпень 2014.

Добровольчі військові формування України (знані також як Добровольчі батальйони або Добробати) — військові, поліційні та парамілітарні формування, вступ до яких відбувався на добровольчій основі, створені з 2014 року у відповідь на російську агресію з метою захисту територіальної цілісності та суверенітету України.
17 січня 2017 року Верховна Рада України ухвалила Постанову, якою установила День українського добровольця, що відзначатиметься щорічно 14 березня.

## Історія
На початку березня 2014 було створено Перший добровольчий батальйон, який згодом отримав ім'я свого першого командира генерала Сергія Кульчицького. Після завершення формування першого батальйону почалось формування другого резервного добровольчого батальйону оперативного призначення на базі військової частини А3027 у Нових Петрівцях. Потім на Дніпровщині з'явився добровольчий батальйон Дніпро-1. В лавах ЗСУ був сформований в основному з мешканців Луганської області добровольчий батальйон «Айдар». Потім сформувався батальйон «Азов». Також у Харкові створили добробати «Харків-1» і «Харків-2»,  з'явилися підрозділи «Львів», «Чернігів», «Слобожанщина» і багато інших. Додалися й добровольчі підрозділи НГУ та ЗСУ.
Згідно з призначенням і підпорядкуванням розрізняються на чотири групи: створені під керівництвом Міністерства оборони України батальйони територіальної оборони, під керівництвом Міністерства внутрішніх справ — добровольчі формування Національної гвардії України і патрульної служби поліції особливого призначення, а також на незалежні від державних силових структур добровольчі формування.

### Міністерство оборони України

#### Батальйони територіальної оборони
З початком збройної агресії РФ проти України навесні 2014 року, Міністерство оборони України почало набір до батальйонів територіальної оборони (скорочено — БТрО), що формувалися при облдержадміністраціях з мешканців-добровольців областей. Оголошення про створення львівського 3 БТрО «Воля» було оприлюднене вже 18 березня 2014 року, у день анексії Криму Росією. Загалом було створено 32 батальйони територіальної оборони, серед яких: 24 БТрО «Айдар», 25 БТрО «Київська Русь», 39 БТрО «Дніпро-2», 40 БТрО «Кривбас».
Восени 2014 року батальйони територіальної оборони були переформатовані у мотопіхотні батальйони.

#### Лінійні формування Збройних сил України
На повністю добровольчій основі формувалися також деякі підрозділи кадрових формувань Збройних сил України. Так була сформована ОЗШР «Карпатська Січ» в складі 93 ОМБР та 3-й аеромобільний батальйон «Фенікс» у Миколаєві.
Внаслідок переформування добровольчого батальйону Нацгвардії «Донбас», з військовослужбовців, що висловили бажання перейти під командування Збройних сил України, було створено 46-й батальйон спецпризначення «Донбас-Україна».

### Міністерство внутрішніх справ України

#### Національна гвардія України
16 червня 2014 року Міністерством внутрішніх справ України розпочато укомплектування та спеціальний військовий вишкіл Корпусу резервних підрозділів оперативного та спеціального призначення Національної гвардії України. На середину червня 2014 року було сформовано 3 і почалося формування 4-го батальйону.

## Реакція
- Конгрес США, зі своєї допомоги, що становила близько 3,1 % бюджету (2018), заборонив виділяти кошти окремим наступникам добробатів, зокрема «Азову»[13].
- Добровольці мали клопіт по отриманню статусу УБД: з одного боку це викладалося як небажання влади[14], а з іншого неможливістю довести участь окремих добровольців у бойових діях[15] та підпорядкування цього питання не ГШ ЗСУ, а Мінсоцу[16].

## У культурі
- У вересні 2016 було презентовано книгу «Добробати» видавництва «Фоліо» про добровольчі підрозділи МВС України.[17]

## Правові норми
В українському законодавстві до 2021 були відсутні поняття «доброволець» та «добровольче формування».
У 2021 був прийнятий Закон України Про основи національного спротиву і Положення про добровольчі формування територіальних громад.

## Матеріали
- Перші на передовій: відбиття військової агресії Росії проти України // ICDS, квітень 2017

## Статті
- Олег Карп'як, Чи стануть добровольчі батальйони ядром нової армії [Архівовано 14 серпня 2021 у Wayback Machine.] // bbc.com, 6 серпня 2014
- Дмитро Шурхало, Добровольчі батальйони — між війною та політикою [Архівовано 19 січня 2018 у Wayback Machine.] // Радіо Свобода, 15 серпня 2014
- Юрій Бутусов, Добровольчі батальйони: структура, страхи, проблеми бойового застосування [Архівовано 17 лютого 2021 у Wayback Machine.] // zn.ua, 29 серпня 2014
- Світлана Кравченко, Добровольчі батальйони: від виникнення до підпорядкування ЗСУ чи Нацгвардії [Архівовано 19 січня 2018 у Wayback Machine.] // Український тиждень, 26 березня 2015
- Авангард нації. Куди зникли добровольчі батальйони [Архівовано 2 березня 2021 у Wayback Machine.] // liga.net, 10 лютого 2017
- Ігор Бурдига, Невидимий легіон: українські добровольці, які не хочуть легалізуватися [Архівовано 23 лютого 2022 у Wayback Machine.] // dw.com, 30 жовтня 2018